# Équipe d'Espagne de football à la Coupe du monde 1950
L'équipe d'Espagne de football participe à sa deuxième Coupe du monde en 1950 au Brésil du 24 juin au 16 juillet.
Le tournoi devait réunir seize nations réparties en quatre groupes de quatre équipes au premier tour, le vainqueur de chaque groupe se qualifiant pour la poule finale. Trois nations déclarent forfait et les groupes 3 et 4 ne comptent respectivement que trois et deux équipes. L’Espagne se retrouve dans le groupe 2. Avec un bilan de trois victoires en trois rencontres, elle remporte le groupe et se qualifie pour la poule finale. Ses performances dans la poule finale sont à l'opposé puisque l'Espagne termine 4e avec un seul point obtenu contre... l'Uruguay, futur champion du monde.

## Phase qualificative
L'Espagne se retrouve dans le groupe 6 où elle rencontre le Portugal en matchs aller-retour. Les Espagnols se qualifient avec 3 points contre 1 pour le Portugal (score cumulé de 7-3).
| 2 avril 1949 | Espagne                                             | 5 - 1 | Portugal    | Chamartín, Madrid                         |                                           |
|              | Zarra , 58e · Basora 13e · Panizo 15e · Molowny 65e |       | Cabrita 36e | Spectateurs : 80 000 Arbitrage : M. Leafe | Spectateurs : 80 000 Arbitrage : M. Leafe |
|              | détails                                             |       |             | Spectateurs : 80 000 Arbitrage : M. Leafe | Spectateurs : 80 000 Arbitrage : M. Leafe |

| 9 avril 1949 | Portugal                     | 2 - 2 | Espagne                | Nacional de Gamor, Lisbonne               |                                           |
|              | Travaços 51e · J.Correia 53e |       | Zarra 24e · Gainza 82e | Spectateurs : 30 000 Arbitrage : M. Mowat | Spectateurs : 30 000 Arbitrage : M. Mowat |
|              | détails                      |       |                        | Spectateurs : 30 000 Arbitrage : M. Mowat | Spectateurs : 30 000 Arbitrage : M. Mowat |

## Phase finale

### Premier tour, poule 2
| Classement final |            |     |   |   |   |   |    |    |      |
|                  | Équipe     | Pts | J | G | N | P | BP | BC | Diff |
| 1                | Espagne    | 6   | 3 | 3 | 0 | 0 | 6  | 1  | +5   |
| 2                | Angleterre | 2   | 3 | 1 | 0 | 2 | 2  | 2  | 0    |
| 3                | Chili      | 2   | 3 | 1 | 0 | 2 | 5  | 6  | -1   |
| 4                | États-Unis | 2   | 3 | 1 | 0 | 2 | 4  | 8  | -4   |

| 25 juin   | Angleterre | 2 | 0 | Chili      |
| 25 juin   | Espagne    | 3 | 1 | États-Unis |
| 29 juin   | Espagne    | 2 | 0 | Chili      |
| 29 juin   | États-Unis | 1 | 0 | Angleterre |
| 2 juillet | Espagne    | 1 | 0 | Angleterre |
| 2 juillet | Chili      | 5 | 2 | États-Unis |

| 25 juin 1950                      | Espagne                           | 3 - 1   | États-Unis  | Stade Durival de Britto, Curitiba                      |                                                        |
| 15:00 · Historique des rencontres | Igoa 81e · Basora 83e · Zarra 89e | (0 - 1) | Pariani 17e | Spectateurs : 9 000 Arbitrage : Mario Gonçalves Vianna | Spectateurs : 9 000 Arbitrage : Mario Gonçalves Vianna |
| 15:00 · Historique des rencontres | (Résumé)                          |         |             | Spectateurs : 9 000 Arbitrage : Mario Gonçalves Vianna | Spectateurs : 9 000 Arbitrage : Mario Gonçalves Vianna |

| 29 juin 1950                      | Espagne                | 2 - 0   | Chili | Maracanã, Rio de Janeiro                         |                                                  |
| 15:00 · Historique des rencontres | Basora 17e · Zarra 30e | (2 - 0) |       | Spectateurs : 20 000 Arbitrage : Alberto Malcher | Spectateurs : 20 000 Arbitrage : Alberto Malcher |
| 15:00 · Historique des rencontres | (Résumé)               |         |       | Spectateurs : 20 000 Arbitrage : Alberto Malcher | Spectateurs : 20 000 Arbitrage : Alberto Malcher |

| 2 juillet 1950                    | Espagne   | 1 - 0   | Angleterre | Maracanã, Rio de Janeiro                          |                                                   |
| 15:00 · Historique des rencontres | Zarra 48e | (0 - 0) |            | Spectateurs : 74 000 Arbitrage : Giovanni Galeati | Spectateurs : 74 000 Arbitrage : Giovanni Galeati |
| 15:00 · Historique des rencontres | (Résumé)  |         |            | Spectateurs : 74 000 Arbitrage : Giovanni Galeati | Spectateurs : 74 000 Arbitrage : Giovanni Galeati |

### Poule finale
| Classement final |         |     |   |   |   |   |    |    |      |
|                  | Équipe  | Pts | J | G | N | P | BP | BC | Diff |
| 1                | Uruguay | 5   | 3 | 2 | 1 | 0 | 7  | 5  | +2   |
| 2                | Brésil  | 4   | 3 | 2 | 0 | 1 | 14 | 4  | +10  |
| 3                | Suède   | 2   | 3 | 1 | 0 | 2 | 6  | 11 | -5   |
| 4                | Espagne | 1   | 3 | 0 | 1 | 2 | 4  | 11 | -7   |

| 9 juillet  | Brésil  | 7 | 1 | Suède   |
| 9 juillet  | Uruguay | 2 | 2 | Espagne |
| 13 juillet | Brésil  | 6 | 1 | Espagne |
| 13 juillet | Uruguay | 3 | 2 | Suède   |
| 16 juillet | Suède   | 3 | 1 | Espagne |
| 16 juillet | Uruguay | 2 | 1 | Brésil  |

| 9 juillet 1950                    | Uruguay                  | 2 - 2   | Espagne         | Stade Pacaembu, São Paulo                           |                                                     |
| 15:00 · Historique des rencontres | Ghiggia 27e · Varela 72e | (1 - 2) | Basora 39e, 41e | Spectateurs : 44 000 Arbitrage : Benjamin Griffiths | Spectateurs : 44 000 Arbitrage : Benjamin Griffiths |
| 15:00 · Historique des rencontres | (Résumé)                 |         |                 | Spectateurs : 44 000 Arbitrage : Benjamin Griffiths | Spectateurs : 44 000 Arbitrage : Benjamin Griffiths |

| 13 juillet 1950                   | Brésil                                                                 | 6 - 1   | Espagne  | Maracanã, Rio de Janeiro                         |                                                  |
| 15:00 · Historique des rencontres | Parra 15e (csc) · Jair 21e · Chico 29e, 55e · Ademir 57e · Zizinho 74e | (3 - 0) | Igoa 70e | Spectateurs : 152 000 Arbitrage : Reginald Leafe | Spectateurs : 152 000 Arbitrage : Reginald Leafe |
| 15:00 · Historique des rencontres | (Résumé)                                                               |         |          | Spectateurs : 152 000 Arbitrage : Reginald Leafe | Spectateurs : 152 000 Arbitrage : Reginald Leafe |

| 16 juillet 1950                   | Suède                                     | 3 - 1   | Espagne   | Stade du Pacaembu, São Paulo                        |                                                     |
| 15:00 · Historique des rencontres | Sundqvist 15e · Mellberg 34e · Palmér 79e | (2 - 0) | Zarra 82e | Spectateurs : 11 000 Arbitrage : Karel van der Meer | Spectateurs : 11 000 Arbitrage : Karel van der Meer |
| 15:00 · Historique des rencontres | (Résumé)                                  |         |           | Spectateurs : 11 000 Arbitrage : Karel van der Meer | Spectateurs : 11 000 Arbitrage : Karel van der Meer |

## Effectif
Guillermo Eizaguirre est le sélectionneur de l'Espagne durant la Coupe du monde.
| No. | Pos.      | Joueur             | Date de naissance et âge | Sélec. | Club                 |
| --- | --------- | ------------------ | ------------------------ | ------ | -------------------- |
| -   | Gardien   | Juan Acuña         | 11 janvier 1923          | 1      | Deportivo La Corogne |
| -   | Défenseur | Gabriel Alonso     | 9 novembre 1923          | 4      | Celta de Vigo        |
| -   | Défenseur | Francisco Antúnez  | 1er novembre 1922        | 2      | Séville FC           |
| -   | Défenseur | Vicente Asensi     | 28 janvier 1919          | 5      | Valence CF           |
| -   | Attaquant | Estanislao Basora  | 18 novembre 1926         | 4      | FC Barcelone         |
| -   | Attaquant | César              | 29 juin 1920             | 8      | FC Barcelone         |
| -   | Attaquant | Agustín Gaínza     | 28 mai 1922              | 14     | Athletic Bilbao      |
| -   | Défenseur | Josep Gonzalvo     | 16 janvier 1920          | 3      | FC Barcelone         |
| -   | Milieu    | Marià Gonzalvo     | 22 mars 1922             | 8      | FC Barcelone         |
| -   | Attaquant | Rosendo Hernández  | 1er mars 1921            | 2      | Espanyol Barcelone   |
| -   | Attaquant | Silvestre Igoa     | 5 septembre 1920         | 5      | Valence CF           |
| -   | Gardien   | Ignacio Eizaguirre | 7 novembre 1920          | 14     | Valence CF           |
| -   | Attaquant | José Juncosa       | 2 février 1922           | 1      | Atlético Madrid      |
| -   | Défenseur | Rafael Lesmes      | 9 novembre 1926          | 0      | Real Valladolid      |
| -   | Attaquant | Luis Molowny       | 12 mai 1925              | 2      | Real de Madrid       |
| -   | Milieu    | Nando              | 1er février 1921         | 5      | Athletic Bilbao      |
| -   | Attaquant | José Luis Panizo   | 12 janvier 1922          | 6      | Athletic Bilbao      |
| -   | Défenseur | José Parra         | 28 août 1925             | 1      | Espanyol Barcelone   |
| -   | Milieu    | Antonio Puchades   | 4 juin 1925              | 6      | Valence CF           |
| -   | Gardien   | Antoni Ramallets   | 4 juin 1924              | 0      | FC Barcelone         |
| -   | Défenseur | Alfonso Silva      | 19 mars 1926             | 3      | Atlético Madrid      |
| -   | Attaquant | Zarra              | 20 janvier 1921          | 11     | Athletic Bilbao      |

## Navigation